# (796) Sarita
(796) Sarita est un astéroïde de la ceinture principale découvert le 15 octobre 1914 par l'astronome allemand Karl Reinmuth.
Sa désignation provisoire était 1914 VH.